# Shane Hnidy
Shane Michael Hnidy (* 8. November 1975 in Neepawa, Manitoba) ist ein ehemaliger kanadischer Eishockeyspieler. Im Verlauf seiner aktiven Karriere zwischen 1991 und 2011 betritt er unter anderem 590 Spiele für die Ottawa Senators, Nashville Predators, Atlanta Thrashers, Anaheim Ducks, Boston Bruins und Minnesota Wild in der National Hockey League auf der Position des Verteidigers.

## Karriere
Der 1,85 m große Verteidiger begann seine Karriere bei den Swift Current Broncos in der kanadischen Juniorenliga Western Hockey League und wechselte dann 1993 zum Ligakonkurrenten Prince Albert Raiders, bevor er beim NHL Entry Draft 1994 als 173. in der siebten Runde von den Buffalo Sabres aus der National Hockey League ausgewählt wurde.
Allerdings absolvierte der Rechtsschütze niemals ein NHL-Spiel für die Sabres, sondern spielte für verschiedene Farmteams in Minor Leagues, bis er von den Detroit Red Wings, die ihn inzwischen als Free Agent verpflichtet hatten, für einen Draftpick zu den Ottawa Senators transferiert wurde. Für die Senators absolvierte der Kanadier schließlich in der Saison 2000/01 erste Spiele in der höchsten nordamerikanischen Eishockeyliga, wo er sich bis 2004 als Stammspieler etablieren konnte. Während der Spielzeit 2003/04 wurde Hnidy zu den Nashville Predators transferiert, weitere NHL-Stationen bis zu seinem Wechsel zu den Boston Bruins im Januar 2008 waren die Atlanta Thrashers und die Anaheim Ducks. Nachdem der Abwehrspieler die Saison 209/10 bei den Minnesota Wild verbracht hatte, fand er zur folgenden Spielzeit kein neues Team.
Im Februar 2011 wurde Hnidy von den Boston Bruins für ein Try-Out verpflichtet, mit denen er zum Saisonende den Stanley Cup gewann. Da er nicht genug Spiele absolviert hatte, verweigerte die NHL den Bruins die Bitte, auch Hnidys Namen auf der Trophäe einzugravieren. Jedoch erhielt er von den Bruins einen Stanley-Cup-Ring und war auch auf dem offiziellen Mannschaftsfoto vertreten. Ende August 2011 erklärte er seine aktive Karriere im Alter von 35 Jahren für beendet.

## Karrierestatistik
(Legende zur Spielerstatistik: Sp oder GP = absolvierte Spiele; T oder G = erzielte Tore; V oder A = erzielte Assists; Pkt oder Pts = erzielte Scorerpunkte; SM oder PIM = erhaltene Strafminuten; +/− = Plus/Minus-Bilanz; PP = erzielte Überzahltore; SH = erzielte Unterzahltore; GW = erzielte Siegtore; 1 Play-downs/Relegation; Kursiv: Statistik nicht vollständig)